# Gonzalo Castillo (calciatore)
Gonzalo Gabriel Castillo Cabral (Melo, 17 ottobre 1990) è un calciatore uruguaiano, difensore del Wilstermann.

## Carriera

### Club
Ha giocato nella massima serie dei campionati uruguaiano e boliviano.

## Palmarès

### Club

#### Competizioni nazionali
- Segunda División Profesional de Uruguay: 1

Torque: 2017